# Jhoom Barabar Jhoom
Pour plus de détails, voir Fiche technique et Distribution.
Jhoom Barabar Jhoom est un film indien de Bollywood réalisé par Shaad Ali sorti en 2007. Les rôles principaux de cette comédie romantique sont tenus par Abhishek Bachchan, Preity Zinta, Bobby Deol et Lara Dutta et la musique est due  à Shankar Mahadevan, Ehsaan Noorani et Loy Mendonca.
Le film a été tourné en Angleterre, à Londres, ainsi qu'à Paris.

## Synopsis
À la gare de Waterloo (Londres), Rikki, d'origine punjabi, rencontre Alvira issue d'une famille pakistanaise. Pour passer le temps en attendant l'arrivée d'un train, ils se racontent les circonstances hors du commun dans lesquelles ils ont rencontré leurs fiancés respectifs. La suite de l'histoire révèle que la réalité n'est pas aussi romantique.

## Fiche technique et artistique
- Titre : Jhoom Barabar Jhoom
- Titre original hindi : झूम बराबर झूम
- Réalisateur : Shaad Ali
- Scénario : Habib Faisal
- Musique : Shankar Mahadevan, Ehsaan Noorani et Loy Mendonca
- Parolier : Gulzar
- Chorégraphie : Vaibhavi Merchant
- Direction artistique : Sukant Panigrahy et Andrew Munro (RU)
- Photographie : Ayananka Bose
- Montage : Ritesh Soni
- Production : Aditya Chopra pour Yash Raj Films
- Langue : hindi
- Pays d'origine : Inde
- Date de sortie : 15 juin 2005
- Format : Couleurs
- Genre : comédie romantique
- Durée : 138 minutes

## Distribution
- Abhishek Bachchan : Rikki Thukral
- Preity Zinta : Alvira Khan
- Bobby Deol : Steve / Satinder
- Shruti Seth
- Amitabh Bachchan : sutradhar (apparition spéciale)
- Lara Dutta : Anaida
- Piyush Mishra

## Musique
La musique du film est composée par Shankar Mahadevan, Ehsaan Noorani et Loy Mendonca.  Les paroles sont écrites par Gulzar. Elle rencontre un vif succès populaire se hissant à la première place du top ten indien pendant plusieurs semaines et recueillant les éloges des critiques.
Jhoom - Shankar Mahadevan & Daler Mehndi (5.21)
Kiss Of Love - Vishal Dadlani & Vasundhara Das (5.05)
Ticket To Hollywood - Neeraj Shridhar & Alisha Chinoy (4.38)
JBJ - Zubeen Garg, Shankar Mahadevan & Sunidhi Chauhan (4.22)
Bol Na Halke Halke - Rahat Fateh Ali Khan & Mahalakshmi Iyer (4.54)
Jhoom Barabar Jhoom - KK, Sukhwinder Singh, Mahalakshmi Iyer & Shankar Mahadevan (7.04)
Jhoom Jam - Instrumental (3.50)

## Box-office
Jhoom Barabar Jhoom, qui se classe 14e au box office indien en 2007, est un échec commercial.